# Диахроничен музей в Лариса
Диахроничният музей в Лариса (на гръцки: Διαχρονικό Μουσείο Λάρισας) е археологически и исторически, показващ 10 000-годишната история на номите Лариса, Трикала и Кардица, фокусирана върху „конституционната“ организация на Лариса и близките ѝ градове, следваща понятията за държава, институции и власти.

## Местоположение
Разположен е на хълма "Мезурло" в южните покрайнини на града, на околовръстния път на Лариса, върху площ от 54 декара, която е преотстъпена от община Лариса на Министерството на културата на Гърция.

## История
Сградата е открита на 28 ноември 2015 г., като преди това музеят се е помещавал в Лариския безистен. Музеят разполага с около 2000 артефакти. Музеят е регионално поделение на Националния археологически музей на Гърция.

## Експозиции
Музейните артефакти са подредени в осем експозиции:
1. Праисторическа епоха
2. Неолитна ера
3. Бронзова ера
4. Архаичен и класически период
5. Елинистичен и римски период
6. Раннохристиянски период
7. Византийски период
8. Османска епоха